# Ilírico (provincia romana)
Ilírico fue una provincia romana en tiempos del Imperio, ubicada donde antes se encontraba el reino de Iliria. Situada en los Balcanes, abarcaba un territorio cuyos límites eran Istria (zona que actualmente ocupan Croacia y Eslovenia) por el norte, el río Drin (actual Albania) por el sur y el río Sava (Bosnia, Croacia) por el este. Su capital era la ciudad de Salona, cerca de la actual ciudad croata de Split.
El reino de Iliria fue conquistado en el año 168 a. C., cuando los romanos derrotaron al ejército del rey Ilírico Gentio. Desde el año 167 a. C., Iliria del sur se convirtió en un protectorado romano formalmente independiente. También en esta provincia, en el año 193, Septimio Severo fue proclamado emperador de Roma.

## La provincia
La región tenía una importancia estratégica y económica considerable para los romanos, ya que la zona poseía numerosos puertos comerciales importantes a lo largo de su costa, además de estar provista de minas de oro en sus regiones interiores. Iliria era también el punto de partida de la via Egnatia, el gran camino romano que corría desde Dirraquio, sobre el mar Adriático, hasta Bizancio en el este.
En el 59 a. C., después de la lex Vatinia, Ilírico fue asignada como provincia junto con la Galia Cisalpina a César. Ninguna provincia fue establecida hasta las guerras de Augusto en Ilírico 35-33 a. C. y la primera mención que se hace de esta fue en el contexto del establecimiento por Augusto del 27 a. C.
La provincia de Ilírico se fue ampliando posteriormente en la medida en que los romanos ampliaron su poder en la región tras una serie de guerras conocidas como guerras panónicas (12-9 a. C.) en la cual llevaron a cabo una empresa bélica luchando contra un grupo de pueblos conocidos como panonios. Hacia el año 10, después que una rebelión de panonios y dálmatas conocida como rebelión de Bato fuese aplastada, la provincia de Ilírico fue disuelta y sus tierras fueron divididas entre las nuevas provincias de Panonia en el norte y Dalmacia en el sur. No obstante, el nombre siguió siendo usado para referirse a la región y más tarde fue empleado por el emperador Diocleciano en la prefectura pretoriana de Ilírico, una de las cuatro prefecturas que estableció durante su gobierno y que abarcaba Panonia, Nórico, Creta y toda la península balcánica excepto Tracia.
Los pueblos natales de la región tenían una muy extendida fama debido a su valor militar y se convirtieron en una fuente importante de mano de obra para el ejército romano. Varios notables emperadores romanos fueron oriundos de esta región, como Aureliano, Claudio II, Constantino el Grande o Diocleciano. La región también el lugar de origen de los emperadores bizantinos Anastasio I y Justiniano.

## División administrativa

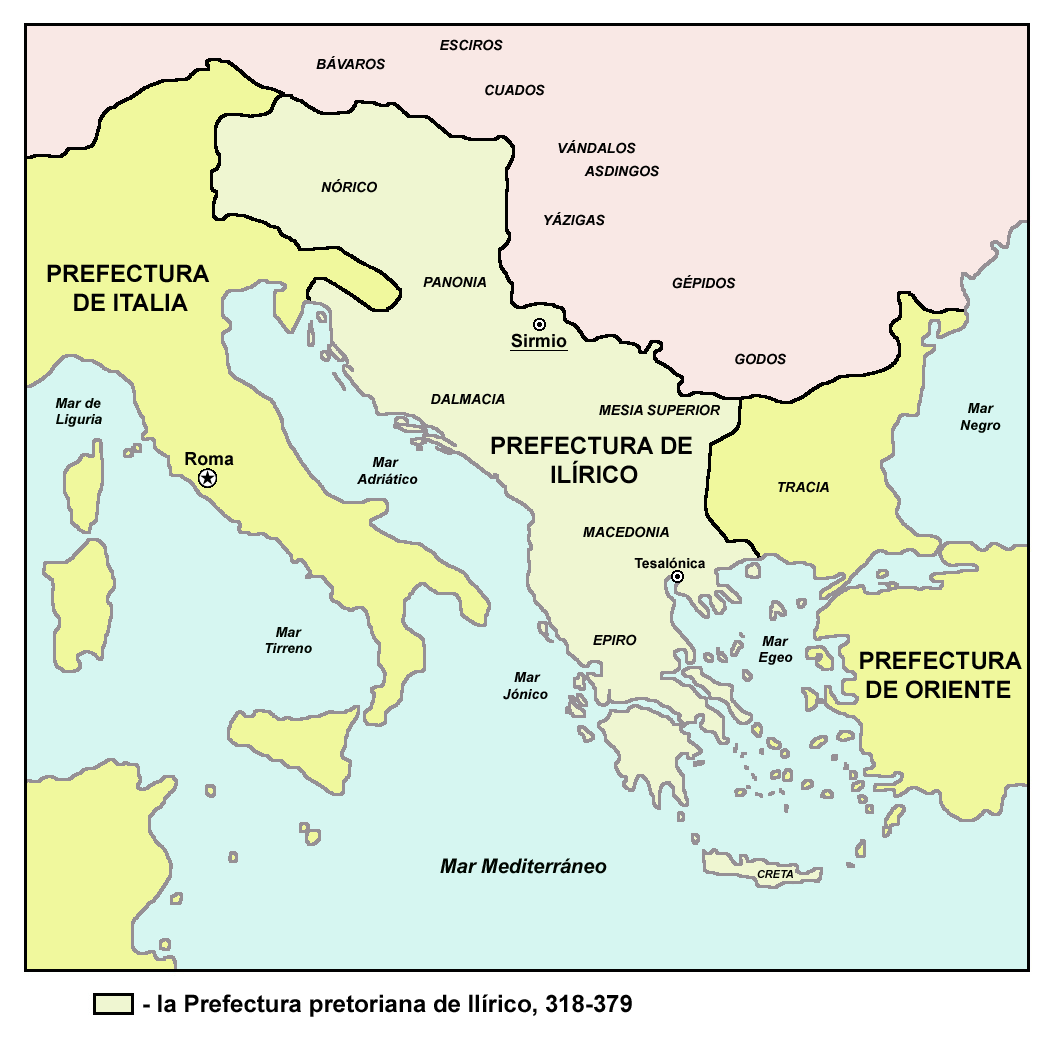
En verde claro, la prefectura pretoriana de Ilírico,.

### Iliria romana[1]
Con los nombres de Iliria bárbara o Iliria romana se conoció en la Antigüedad el territorio de Iliria al este de Istria, más allá del río Arsia  y hasta los ríos Drilo al este y sur y Sava al norte. Corresponde a las actuales Croacia, Bosnia y Herzegovina, Montenegro y una parte de Albania.
Estaba dividida en tres distritos: 
- Yapidia. Al norte, hasta el río Tedanius.[e]
- Liburnia. Entre el río Arsia, al este de Istria, y el Titius. La parte norte de este distrito se conocía como Dalmacia véneta.
- Dalmacia. Entre los ríos Naro y Tilurus o Nesto.

El apóstol Pablo dice en Romanos 15:19 Biblia Reina Valera 1960: De manera que desde Jerusalén, y por todos los alrededores hasta Ilírico, todo lo he llenado del evangelio de Cristo.

### Iliria griega
Iliria griega fue el nombre que se le dio al territorio de Iliria desde el río Drilocapo al sureste hasta las montañas Ceraunias. Tenía al norte la Iliria romana y al oeste el mar Jónico, al sur el Epiro y al este Macedonia. Corresponde a parte de las actuales Serbia y Albania. En la parte sur, estaba situada la ciudad de Amantia, capital de los amantios, próxima al territorio de los biliones y taulantios, al norte del río Aous. Otros pueblos de la región los dasaretios, los autariatas, los ardieos y los partinos, estos dos últimos al norte de los autariatas.
Hacia el año 65 a. C. la frontera de Iliria estaba formada por las provincias de Nórico, Panonia, Mesia, Dacia y Tracia. Esta configuración continuó hasta la época de Constantino el Grande que la separó de Mesia Inferior y Tracia, pero le añadió Macedonia, Tesalia, Acaya, Epiro Viejo, Epiro Nuevo, Prevalitana y Creta y fue una de las cuatro grandes divisiones del Imperio desde Diocleciano. En 395, Iliria oriental con Macedonia, Tesalia, Epiro Viejo, Epiro Nuevo, Acaya, Prevalitana y Creta fue incorporada al Imperio oriental y Nórica, Panonia, Dalmacia, Savia y Valeria Ripense al occidental.
A finales del Siglo III d. C., Diocleciano dividió la provincia de Iliria en dos partes: al oeste Dalmacia y al este Prevalitana.

## Historia de la provincia
Los romanos atacaron el reino de Iliria en 168 a. C. y libraron una guerra de treinta días en la que conquistaron la capital, Escodra, donde Gentio se había hecho fuerte. Iliria fue incorporada al Estado romano. Se produjeron algunas revueltas, la última de las cuales estalló en Dalmacia. Desde el año 12, en que Dalmacia quedó totalmente sometida a Roma, la región estuvo en calma.
En el año 27 a. C., Iliria fue una provincia senatorial gobernada por un procónsul, pero las revueltas que se produjeron aconsejaron mantener una destacada fuerza militar en la región. En el año 11 a. C., fue convertida en provincia imperial y confiada a Publio Cornelio Dolabela como primer legatus Augusti. Diversas legiones se estacionaron en la zona, como la legio VII Claudia y la legio XI. La provincia, sin capital determinada, se dividió en conventos jurídicos: Escardona, Salona (con 382 decurias según Plinio el Viejo) y Narona. Iadera, Salona, Narona y Epidauro de Iliria fueron colonias romanas y Apolonia de Iliria y Corcira ciudades libres. Se cree que el legado solo tenía jurisdicción sobre una parte y que la parte del interior dependía del gobernador de Panonia.
Salona acabó siendo la capital provincial y el gobernador se llamó praeses. El historiador Dión Casio y su padre Casio Aproniano, fueron gobernadores de esta provincia.
Con la división del Imperio romano en el año 395, el patricio Marcelino aseguró el control de la parte occidental y del mar Adriático con una flota. Iliria quedó después en poder de los visigodos, bajo el mando de Alarico I, magister militum en el año 398 por los bizantinos y en el año 405 por el emperador de Occidente.
Atila fue derrotado en la fortaleza de Azimus, en la frontera con Tracia, en el año 447.
Los bizantinos solo pudieron asegurar la posesión de Dirraquio que dominaba la vía marítima del mar Adriático a Constantinopla, y dejaron el interior a los ávaros y eslavos que se establecieron allí permanentemente. Heraclio dominó otra vez la región y estableció colonias de eslavos, mientras la población población iliria era absorbida o empujada más al sur.